# Сидоренко Микола Якович
Микола Якович Сидоренко; радник Президента України (червень 2006 — листопад 2008); член Центрального проводу УНП (з лютого 2005), голова Донецької обласної організації (з липня 2005).
Народився 24 травня 1947 (селище Ярова, Краснолиманський район, Донецька область); українець.

## Освіта
Полтавський сільськогосподарський інститут (1971), вчений зоотехнік. Вища партійна школа при ЦК КПУ (1983).

## Трудова діяльність
- Серпень 1965 — червень 1966 — слюсар заводу «Будмаш», місто Слов'янськ.
- Вересень 1966 — січень 1971 — студент Полтавського сільськогосподарського інституту.
- Лютий — травень 1971 — молодший науковий працівник Донецької обласної сільськогосподарської державної дослідної станції, село Піски.
- Травень 1971 — червень 1972 — служба в армії.
- Червень 1972 — листопад 1973 — молодший науковий працівник Донецької обласної сільськогосподарської державної дослідної станції, село Піски.
- Листопад 1973 — березень 1976 — перший секретар Ясинуватського райкому ЛКСМУ.
- Березень 1976 — вересень 1978 — голова правління колгоспу «Червоний хлібороб», колгоспу «Октябрський» Ясинуватського району Донецької області.
- Вересень 1978 — квітень 1981 — другий секретар Ясинуватського міськкому КПУ.
- Квітень 1981 — березень 1986 — голова виконкому Ясинуватської райради народних депутатів.
- Березень 1986 — листопад 1988 — заступник, перший заступник голови Донецького облагропрому.
- Листопад 1988 — квітень 1990 — перший заступник голови виконкому Донецької облради народних депутатів.
- Квітень — серпень 1990 — голова Ради агропромислових формувань Донецької області.
- Серпень 1990 — серпень 1991 — голова Державного агропромислового комітету УРСР.
- Серпень 1991 — квітень 1995 — голова Державного комітету України сприяння малим підприємствам і підприємництву.
- Працював президентом ЗАТ «Українська енергетична компанія».
- 18 серпня 2005 — 18 квітня 2007 — голова Державного комітету України з земельних ресурсів[3][4].
- Травень 2007 — лютий 2008 — виконавчій директор ТОВ «Амотерасу», місто Київ.

Колишній президент Українського національного фонду підтримки підприємництва і розвитку конкуренції.
1973–1986 — депутат Ясинуватської райради народних депутатів. 1981–1991 — депутат Донецької облради народних депутатів.
Президент Федерації волейболу України (1995–2004).
Академік Академії підприємництва і менеджменту.
Захоплення: волейбол, полювання.

## Парламентська діяльність
Народний депутат України 12(1)-го скликання з березня 1990 (2-й тур) до жовтня 1990, Новоазовський виборчій округ № 151, Донецька область. Голова Комісії з питань АПК.
Народний депутат України 4-го скликання з березня до вересня 2005 від блоку Віктора Ющенка «Наша Україна», № 82 в списку. На час виборів: Міністерство економіки та з питань європейської інтеграції України (голова Держкомпідприємництва у відставці), безпартійний. Член фракції УНП (з березня 2005), член Комітету з питань аграрної політики та земельних відносин. Склав депутатські повноваження 8 вересня 2005.

## Нагороди та державні ранги
Медаль «За трудову відзнаку» (1976), орден Трудового Червоного Прапора (1983).
Державний службовець 1-го рангу (з квітня 1994).